# Байхлінген
Байхлінген (нім. Beichlingen) — громада в Німеччині, розташована в землі Тюрингія. Входить до складу району Земмерда. Складова частина об'єднання громад Келледа.
Площа — 19,07 км2. Населення становить 16 068 003 ос. (станом на 31 грудня 2021).